# アレクサンダル・ヴァソスキ
アレクサンダル・ヴァソスキ（Aleksandar Vasoski, 1979年11月21日 - ）はマケドニア共和国・スコピエ出身の元同国代表サッカー選手、現サッカー指導者。ポジションはDF(センターバック)。

## 所属クラブ
- FKヴァルダール・スコピエ 1999
- FKツェメンタルニツァ55スコピエ 1999-2001
- FKヴァルダール・スコピエ 2001-2004
- アイントラハト・フランクフルト 2004-2011
- AOカヴァラ 2011
- FKヴァルダール・スコピエ 2011